# Diospyros latisepala
Diospyros latisepala är en tvåhjärtbladig växtart som beskrevs av Henry Nicholas Ridley. Diospyros latisepala ingår i släktet Diospyros och familjen Ebenaceae. Inga underarter finns listade i Catalogue of Life.